# Châteaudouble (Drôme)
Châteaudouble település Franciaországban, Drôme megyében. Lakosainak száma 613 fő (2022. január 1.). Châteaudouble Chabeuil, Le Chaffal, Charpey, Combovin, Léoncel, Montélier és Peyrus községekkel határos.

## Népesség
A település népességének változása:
| Lakosok száma | 281  | 323  | 414  | 527  | 582  | 583  | 578  | 576  | 573  | 613  |
|               | 1968 | 1982 | 1990 | 2006 | 2013 | 2015 | 2017 | 2019 | 2020 | 2022 |